# Mesoleius admirabilis
Mesoleius admirabilis är en stekelart som beskrevs av Dmitriy R. Kasparyan 2000. Mesoleius admirabilis ingår i släktet Mesoleius och familjen brokparasitsteklar. Utöver nominatformen finns också underarten M. a. barabashi.